# Bajka (film 1968)
Bajka – animowany film krótkometrażowy z 1968 roku. Jest to bajka przeznaczona zarówno dla dzieci, jak i dla dorosłych w reżyserii Ryszarda Kuziemskiego i z jego scenariuszem.

## Opis fabuły
W mieście zamieszkanym przez krasnoludki wisi ogromny zegar, który reguluje tryb życia mieszkańców i natury. Pewnego dnia zegar się psuje, co sprawia, że słońce nie wstaje i w miasteczku zamiera życie. Krasnoludki czynią wysiłki, by naprawić zegar i przywrócić rytm życia.

## Nagrody
- 1969 – Złote Koziołki na Festiwalu Filmów dla Dzieci w Poznaniu
- 1970 – Srebrny Pelikan na Międzynarodowym Festiwalu Filmów Animowanych w Mamaia